# Тодор Диев
Тодор Диев е български футболист, нападател. Един от най-добрите играчи в историята на Спартак (Пловдив). На негово име е кръстен клубният стадион в Пловдив.

## Кариера
Играе в Спартак (Пловдив) от 1950 до 1952 г. и от 1953 до 1966 г., в Спартак (София) през 1952 – 1953 г. Шампион през 1963, носител на купата на страната през 1958 и вицешампион през 1962 г. Голмайстор на шампионата – през 1955 г. с 13 гола, 1962 с 23 гола и през 1963 с 26 гола. В А група изиграва общо 308 мача и отбелязва 146 гола. В евротурнирите за Спартак (Пд) има 6 мача и 1 гол (4 мача с 1 гол в КЕШ и 2 мача за купата на УЕФА).
В националния отбор дебютира на 13 ноември 1955 г. срещу Чехословакия 3:0 в София, а последния му мач е на 27 октомври 1965 г. срещу Белгия 0:5 в Брюксел. Има изиграни 55 мача и отбелязани 16 гола. Участва на СП-1962 в Чили (играе срещу Аржентина) и ОП-1956 (бронзов медалист). „Заслужил майстор на спорта“ от 1961 г., когато е награден със златен „Орден на труда“. Автор на гол срещу Бразилия на стадион „Морумби“ през 1958 г., когато му предлагат трансфер в страната на кафето. Мощен и бърз, той помита всичко по пътя си по дясното крило, отличен реализатор. Включен в идеалния отбор на България на 30-летието 1944 – 1974 г.

## Успехи

### Отборни
Спартак (Пловдив)
- А група (1); 1962/63
- Купа на Съветската армия (1): 1958

### Индивидуални
- Голмайстор на А група (3): 1955 (13 гола), 1962 (23 гола), 1963 (26 гола)